# Море Лаптевых
Мо́ре Ла́птевых — окраинное море Северного Ледовитого океана. Расположено между северным побережьем Сибири на юге, полуостровом Таймыр, островами Северная Земля на западе и Новосибирскими островами на востоке. Названо в честь российских полярных исследователей — двоюродных братьев Дмитрия и Харитона Лаптевых, до 1935 года носило имя Норденшельда.
Море обладает суровым климатом с температурой ниже 0 °C в течение более чем девяти месяцев в году, низкой солёностью воды, скудной флорой и фауной, а также низкой численностью населения на побережье. Большую часть времени, за исключением августа и сентября, оно находится подо льдом.
В море Лаптевых существует несколько десятков островов, на многих из которых находят хорошо сохранившиеся останки мамонтов.
Основными видами деятельности человека в данной области являются добыча полезных ископаемых и навигация по Северному морскому пути; рыбалка и охота практикуются, но коммерческого значения не имеют. Самый большой посёлок и порт — Тикси.

## Этимология
Исторические названия: Татарское, Ленское (на картах XVI—XVII веков), Сибирское, Ледовитое (XVIII—XIX века). В 1883 году полярный исследователь Фритьоф Нансен назвал море именем Норденшёльда.
В изданной в 1906 году Императорской академией наук научной монографии лейтенанта А. В. Колчака «Лёд Карского и Сибирского морей», автор, обсуждая название Сибирского моря, оспаривал «принятый некоторыми географами» термин «Норденшельдово море»:

…Некоторые географы приняли термин «Норденшельдово море» после плавания Норденшельда на «Веге» в 1878 г. С этим термином, который то появляется на картах, то исчезает, на русских же, английских и американских в большинстве случаев отсутствует, трудно согласиться, считая, что для его принятия нет достаточного основания, т.к. первое плавание по этому морю по тому же самому прибрежному пути, которым шла «Вега», было совершено в 1735 и 1736 гг. лейтенантом Прончищевым на дубель-шлюпке «Якутск», а второе — лейтенантом Харитоном Лаптевым на том же судне в 1739 и 1740 гг.— А. В. Колчак «Лёд Карского и Сибирского морей»
В 1913 году по предложению океанографа Ю. М. Шокальского Русское географическое общество утвердило нынешнее название — в честь двоюродных братьев Дмитрия и Харитона Лаптевых, но официально оно было закреплено только решением ЦИК СССР от 27 июня 1935 года.

## Протяжённость и границы
Международная гидрографическая организация определяет границы моря Лаптевых следующим образом:
На западе. Восточная граница Карского моря (Остров Комсомолец) от мыса Молотова до мыса Юго-восточный, затем — остров Октябрьской Революции от мыса Ворошилова до мыса Анючина, далее — остров Большевик от мыса Уншлихта до мыса Евгенова, и далее — до мыса Прончищева на материке.
На севере. Линия, соединяющая мыс Молотова и северную оконечность острова Котельный.
На востоке. От северной оконечности острова Котельный через сам остров до мыса Медвежий. Далее, через Малый Ляховский остров, до мыса Ва́гина Большого Ляховского острова. И далее до мыса Святой Нос на материке.
В то же время, согласно данным IBCAO, северная граница моря (между островами Комсомолец и Котельный) проходит через точку пересечения меридиана северной оконечности о. Котельный с краем материковой отмели (79°00′00″ с. ш. 139°00′00″ в. д.).

## Физико-географическое положение

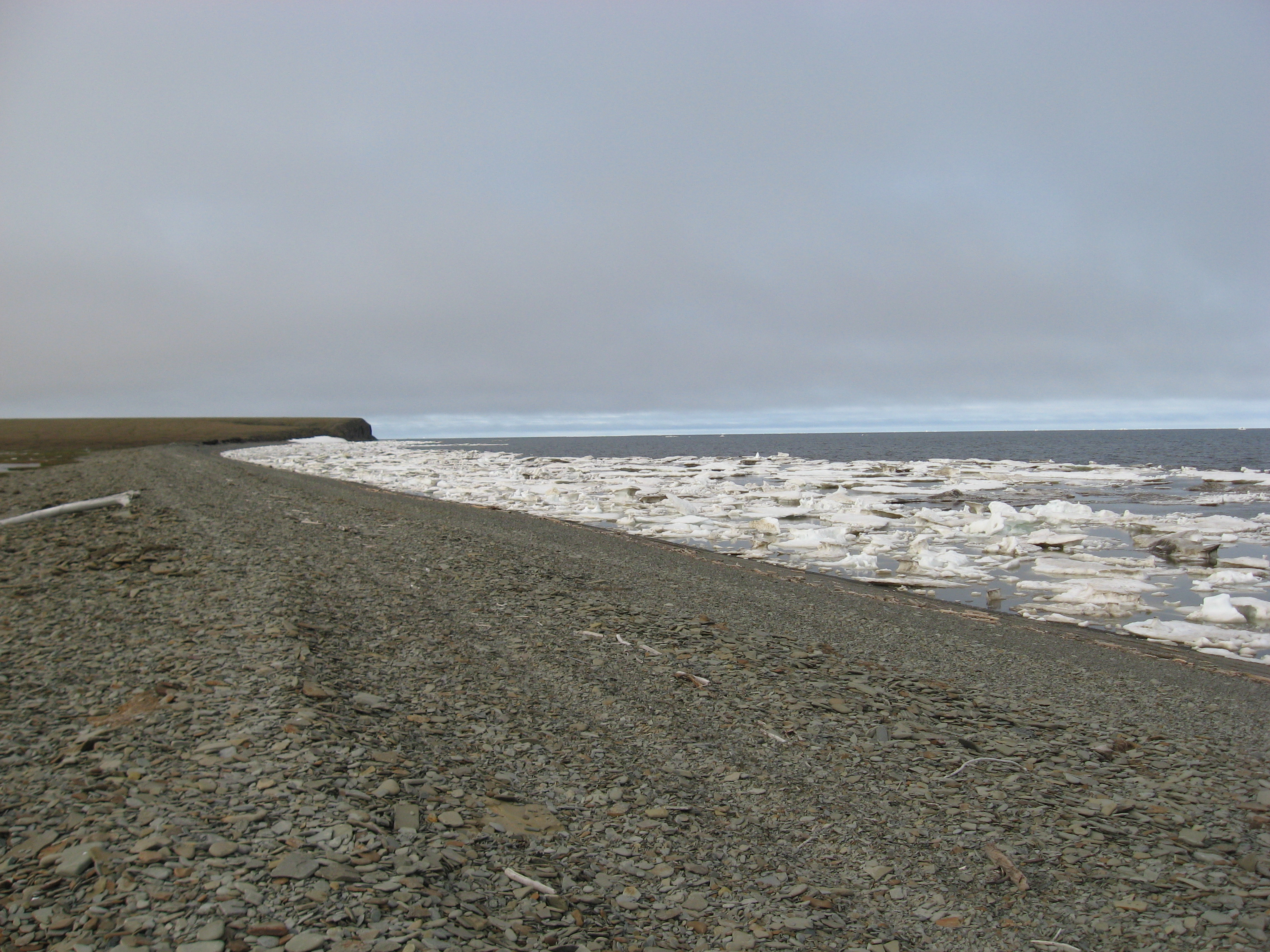
Берег Анабарского залива

Площадь поверхности моря 672 000 км².
Крупнейшая река, впадающая в море Лаптевых, — Лена с её большой дельтой. В море также впадают реки: Хатанга, Анабар, Оленёк, Яна.
Берега сильно изрезаны и образуют заливы и бухты различных размеров. Прибрежный ландшафт разнообразен, с невысокими горами. Крупные заливы: Хатангский, Оленёкский, Фаддея, Янский, Анабарский, бухта Прончищевой, Эбеляхская губа, губа Буор-Хая.
В западной части моря и дельтах рек расположено несколько десятков островов общей площадью 3784 км². Частые штормы и течения вследствие таяния льда приводят к сильной эрозии островов, так например Семёновский и Васильевский острова, открытые в 1815 году, уже исчезли. Наиболее значительные группы островов: Северная Земля, Комсомольской правды и Фаддея. Крупнейшие одиночные острова: Большой Бегичев (1764 км²), Бельковский (500 км²), Малый Таймыр (250 км²), Столбовой (170 км²), остров Старокадомского (110 км²), и Песчаный (17 км²). (см. Острова моря Лаптевых)
Рельеф дна
Преобладают глубины до 50 м, наибольшая глубина 3385 метров, средняя глубина 540 метров. Более половины моря (53 %) — пологая материковая отмель со средней глубиной менее или немногим более 50 метров, к тому же районы дна к югу от 76-й параллели находятся на глубине менее 25 метров. В северной части моря дно круто обрывается к ложу океана с глубинами порядка одного километра (22 % площади моря). В мелководных районах дно покрыто песком и илом с примесями гальки и валунов. У берегов речные осадки накапливаются с большой скоростью, до 20-25 сантиметров в год. На больших глубинах дно покрыто илом.
Материковый склон прорезан жёлобом Садко, переходящим на севере в котловину Нансена с глубинами свыше 2 километров, здесь же отмечена максимальная глубина моря Лаптевых — 3385 метров (79°35′ с. ш. 124°40′ в. д.). Море Лаптевых является наибольшим по глубине среди арктических морей России.

## Климат

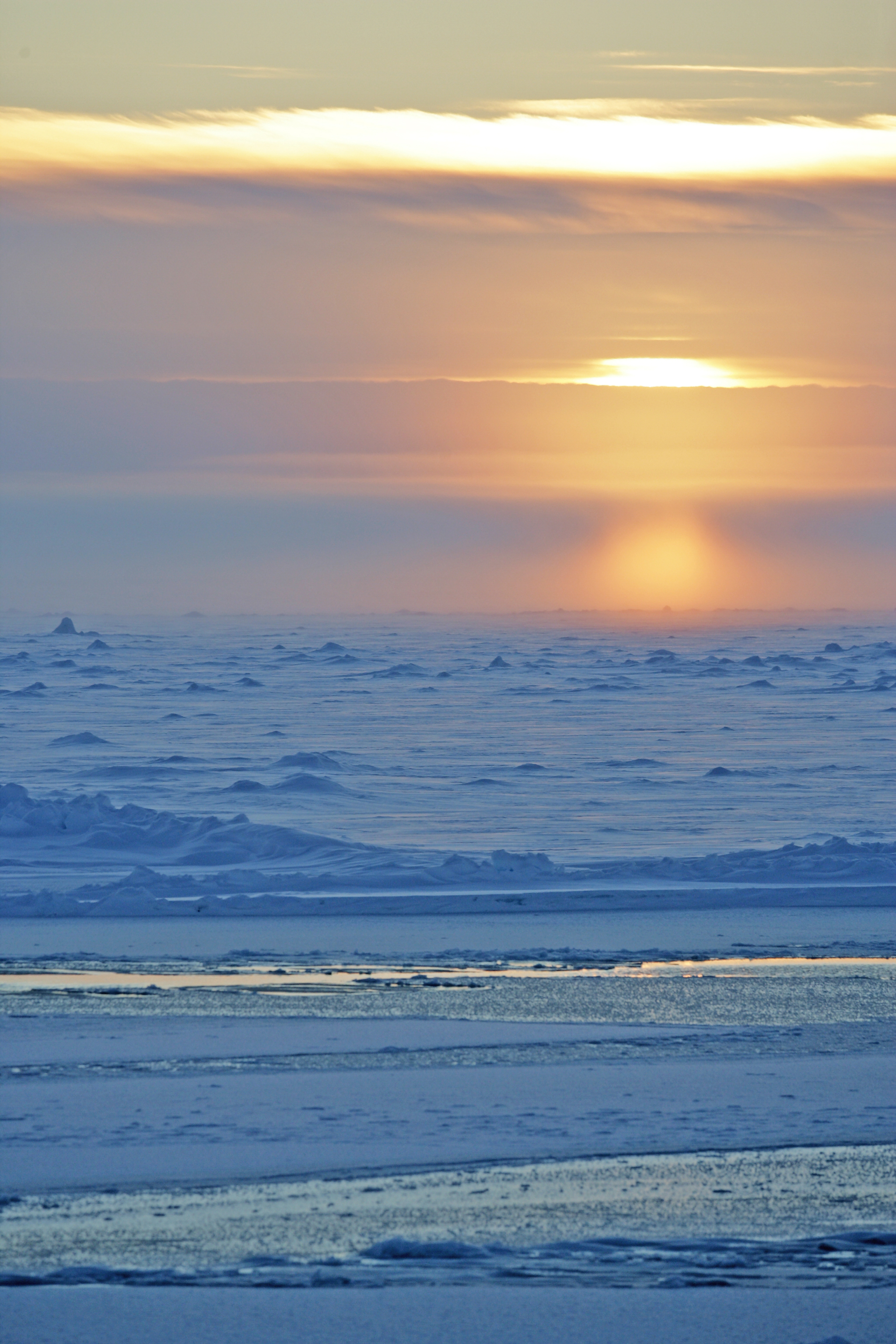
Закат над Арктикой. Россия, сентябрь, 2006

Климат моря Лаптевых — арктический континентальный и, в связи с удалённостью от Атлантического и Тихого океанов, является одним из самых суровых среди арктических морей. Полярная ночь и полярный день длятся около 3 месяцев в году на юге и 5 месяцев на севере. Температура воздуха остаётся ниже 0 °C 11 месяцев в году на севере и 9 месяцев на юге.
Средняя температура в январе (самый холодный месяц) варьируется в зависимости от конкретного места между −31 °C и −34 °C, а минимальная составляет −50 °C. В июле температура поднимается до 0 °C (максимальная 4 °C) на севере и до 5 °C (максимальная 10 °C) на юге, однако, она может достигать и 22-24 °C на побережье в августе. Максимум в 32,7 °C был зафиксирован в Тикси. Сильные ветры, метели и снежные бури являются обычными в зимний период. Снег падает даже летом и чередуется с туманами.
Ветры зимой дуют с юга и юго-запада со средней скоростью 8 м/с и стихают к весне. Летом они меняют направление на северное, и их скорость составляет 3-4 м/с. Относительно слабая скорость ветра приводит к низкой конвекции в поверхностных водах, которая происходит только на глубину 5-10 метров.

## Гидрологический режим
Море характеризуется низкой температурой воды. В зимний период подо льдом температура воды составляет от −0,8 °C в юго-восточной части до −1,8 °C. Выше глубины 100 метров весь слой воды имеет отрицательные температуры (до −1,8 °C). Летом в свободных ото льда районах моря самый верхний слой воды может прогреваться до 4-6 °C, в заливах до 8-10 °C, но остаётся близкой к 0 °C подо льдом.
В глубоководной зоне моря на глубине 250—300 метров находятся поступающие из арктических акваторий Атлантики относительно тёплые воды (до 1,5 °C). Им требуется 2,5-3 года, чтобы достичь моря Лаптевых от места их образования в районе Шпицбергена. Ниже этого слоя температура воды вновь становится отрицательной до самого дна, где составляет около −0,8 °C.
Солёность морской воды у поверхности в северо-западной части моря зимой составляет 34 ‰ (промилле), в южной части — до 20-25 ‰, летом уменьшаясь до 30-32 ‰ и 5-10 ‰ соответственно. С увеличением глубины солёность быстро увеличивается, достигая 33 ‰. Около устьев рек она составляет менее 10 ‰. Сильное влияние на солёность поверхностных вод оказывают таяние льда и сток сибирских рек. Последний равен около 730 км³ и является вторым по величине в мире после Карского моря, формируя пресноводный слой толщиной 135 см по всему морю.
Бо́льшая часть речного стока (около 70 % или 515 км³ в год) приходится на долю Лены. Другие реки, вносящие значительный вклад в совокупный сток: Хатанга (более 100 км³), Оленёк (35 км³), Яна (более 30 км³) и Анабар (20 км³), сток остальных рек вместе — около 20 км³. Из-за сезонности таяния льда и снега в бассейнах рек около 90 % годового стока приходится на период с июня по сентябрь (с 35-40 % только в августе), тогда как в январе он составляет лишь 5 %.
Поверхностные течения моря образуют циклонический (то есть против часовой стрелки) круговорот. Он состоит из течения с севера на юг возле Северной Земли, которое достигает материкового побережья, движется вдоль него с запада на восток, усиливается стоком реки Лены и отвлекается на север и северо-запад, в сторону Северного Ледовитого океана. Небольшая часть круговорота утекает через пролив Санникова в Восточно-Сибирское море. Круговорот имеет скорость около 2 сантиметров в секунду, которая уменьшается по направлению к центру. Сам центр круговорота медленно дрейфует, что немного изменяет характер течения.
Приливы полусуточные, высотой в среднем до 50 сантиметров. Величину приливов значительно уменьшает ледяной покров. В Хатангском заливе из-за его воронкообразной формы приливная волна может достигать 2 метров и заметна даже на расстоянии 500 км вверх по течению реки. В других реках моря Лаптевых приливные волны затухают на куда более коротких расстояниях.
Сезонные колебания уровня моря относительно невелики — уровень моря поднимается на 40 см летом возле речных дельт и опускается зимой.
Сгонно-нагонные колебания уровня моря значительные — до 2 метров, а в заливах достигают 2,5 метров. Наблюдаются в течение всего года, но чаще осенью, с появлением сильных ветров постоянного направления. В целом, уровень моря повышается при северном ветре и понижается при южном.
Вследствие относительно слабых ветров и небольших глубин море Лаптевых относительно спокойно, с волнами обычно в пределах 1 метра. В июле-августе в открытом море могут наблюдаться волны высотой до 4-5 м, а в осенний период достигать 6 метров.

## Ледовый покров

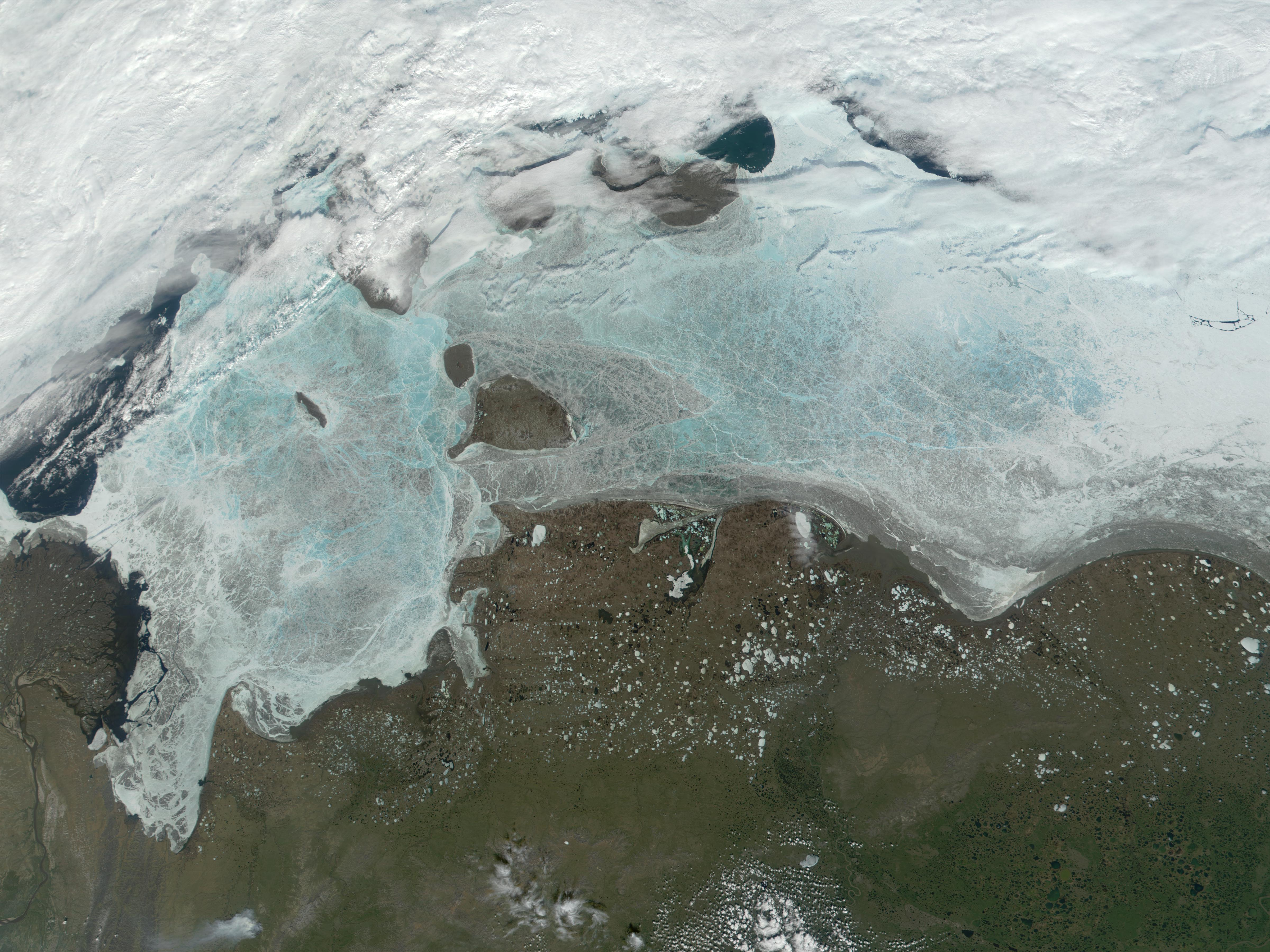
Море Лаптевых подо льдом. Области тонкого льда — голубого цвета. По центру изображения Новосибирские острова, в левой части — Великая Сибирская полынья. 2001 г.

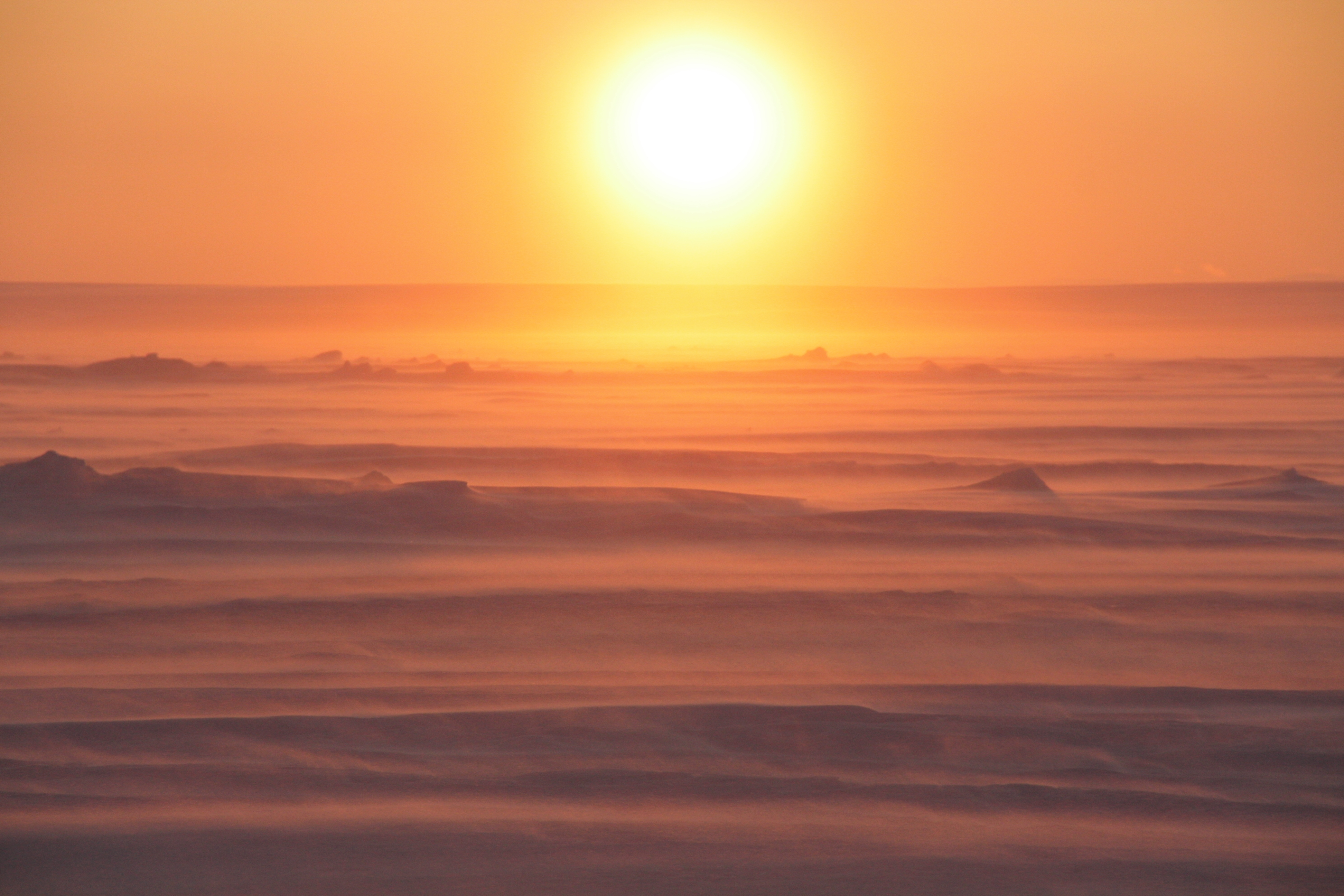
Море Лаптевых. Закат солнца зимой.

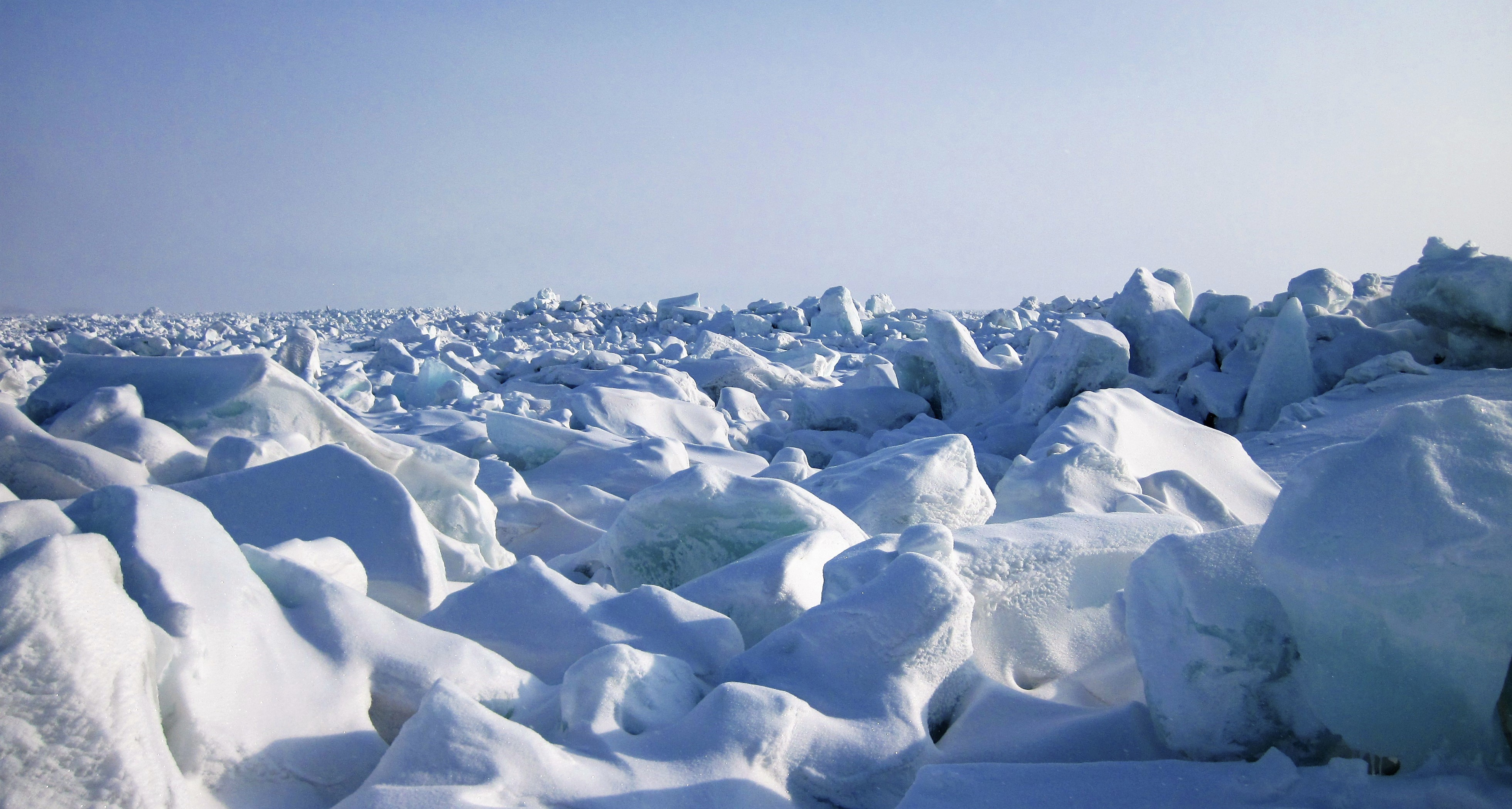
Ледяные торосы

Морозные зимы арктики вызывают значительное образование морского льда, который покрывает акваторию моря почти весь год. Развитию льда способствует также мелководность моря и малая солёность его поверхностных вод. Как итог, море Лаптевых является крупнейшим источником арктического морского льда. При среднем оттоке в 483 000 км² за год (за период 1979—1995 годов), оно производит больше морского льда, чем Карское, Баренцево и Восточно-Сибирское моря вместе взятые. В течение этого периода ежегодный отток варьировался между 251 000 км² в 1984-85 годах и 732 000 км² в 1988-89. Море экспортирует значительные количества льда в течение девяти месяцев: с октября по июнь.
Образование льда начинается в сентябре на севере и в октябре на юге. На сотни километров от берега вглубь моря образуется припай с толщиной до 2 и более метров. Этот прибрежный лёд, таким образом, покрывает около 30 % акватории моря. Под действием относительно тёплых южных ветров при дрейфе льда на север здесь формируются полыньи, некоторые из которых простираются на сотни километров. В незанятых припаем районах наблюдаются плавучие льды, а на северо-западной окраине моря — айсберги.
От северной кромки припая до дрейфующих льдов расположена так называемая Великая Сибирская полынья, сохраняющаяся ежегодно.
Ледяной покров начинает таять в конце мая — начале июня, образуя фрагментированные агломераты льда, преимущественно на востоке моря.
Интенсивность льдообразования сильно отличается от года к году: от чистого ото льда моря до моря, полностью покрытого льдом.

## Флора и фауна

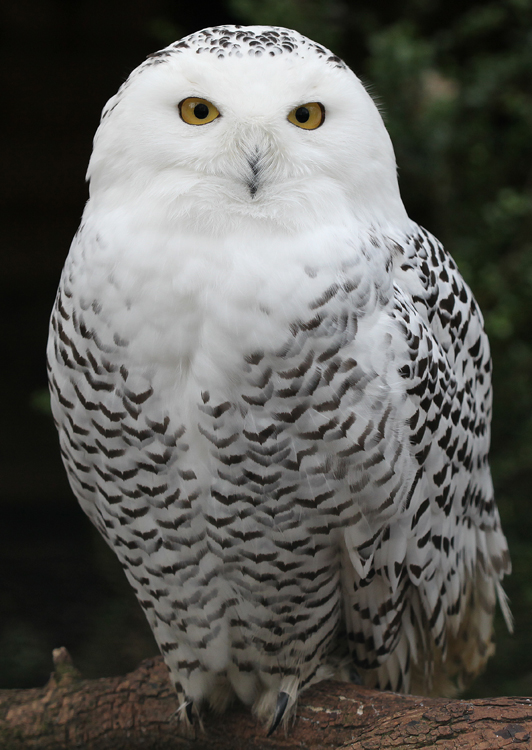
Полярная сова

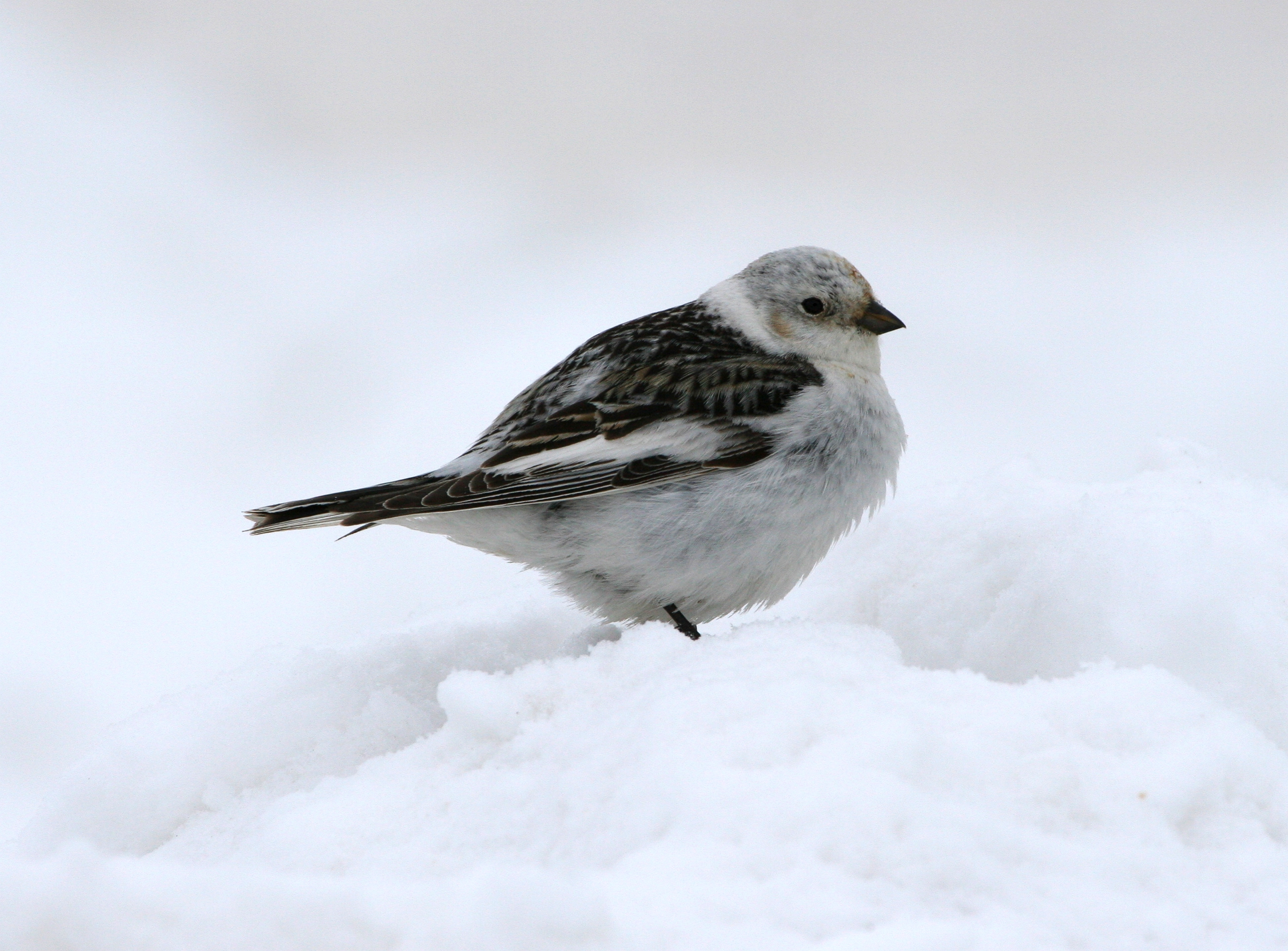
Пуночка

Флора и фауна немногочисленна в связи с суровым климатом. Растительность моря представлена в основном диатомовыми водорослями, которых здесь более 100 видов. Для сравнения, зелёных, сине-зелёных водорослей и жгутиковых — около 10 видов каждого. Общая концентрация фитопланктона составляет 0,2 мг/л. Также в море присутствует около 30 видов зоопланктона с общей концентрацией 0,467 мг/л.
Флора побережья состоит главным образом из мхов, лишайников и нескольких видов цветущих растений, включая полярный мак, камнеломку, крупку и небольшие популяции полярной и ползучей ив. Сосудистые растения редки и представлены в основном ясколкой и камнеломкой. Несосудистые же, наоборот, весьма разнообразны: мхи родов Ditrichum, Dicranum, Pogonatum, Sanionia, Bryum, Orthothecium и Tortula, а также лишайники родов Cetraria, Thamnolia, Cornicularia, Lecidea, Ochrolechia и Parmelia.
В море отмечено 39 видов рыб, большей частью типичных для солоноватой водной среды. Основными из них являются различные виды хариусов и сиги, как например муксун, чир, омуль. Распространены также сардина, беринговоморский омуль, полярная корюшка, навага, сайка, камбала, арктический голец и нельма.
Здесь постоянно обитают млекопитающие: морж, морской заяц, нерпа, гренландский тюлень, копытный лемминг, песец, северный олень, волк, горностай, полярный заяц и белый медведь. Сезонные миграции к берегу (на летование) совершает белуха. Моржей моря Лаптевых иногда выделяют в отдельный подвид Odobenus rosmarus laptevi, однако этот вопрос остаётся спорным.
Здесь обитает несколько десятков видов птиц. Некоторые из них — оседлые и живут здесь постоянно, как то пуночка, морской песочник, полярная сова и чёрная казарка. В то время как другие — кочуют по приполярным районам или мигрируют с юга, создавая большие колонии на островах и побережье материка. К последним относятся гагарка, обыкновенная моевка, обыкновенный чистик, белая чайка, кайра, ржанкообразные и полярная чайка. Также встречаются поморниковые, крачки, глупыш, бургомистр, розовая чайка, морянка, гаги, гагары и белая куропатка.
В 1985 году в дельте реки Лены был организован Усть-Ленский заповедник. В 1993 году в его охранную зону были включены также все острова Новосибирского архипелага. Территория заповедника составляет 14 330 км². В нём отмечены многочисленные виды растений (402 вида сосудистых растений), рыб (32 вида), птиц (109 видов) и млекопитающих (33 вида), многие из которых внесены в Красные книги СССР и России.

## История и освоение

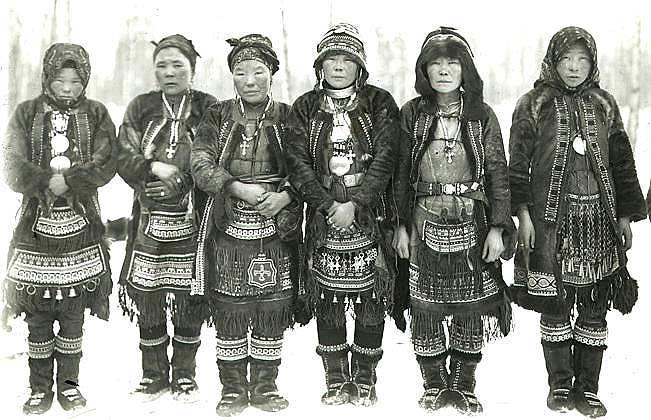
Эвенские женщины в национальных костюмах, начало 1900-х гг.

Побережье моря Лаптевых издавна было населено аборигенными племенами северной Сибири, такими как юкагиры и чуванцы. Традиционными занятиями этих племён были рыбалка, охота, кочевое оленеводство, а также охота на диких оленей. Начиная со II века началась постепенная ассимиляция юкагиров эвенами и эвенками, а с IX века куда более многочисленными якутами, а в дальнейшем коряками и чукчами. Многие из этих племён переселялись на север с территорий вокруг озера Байкал, чтобы избежать столкновений с монголами. Всеми этими племенами практиковался шаманизм, но языки были разными. В XVII—XIX веках численность юкагиров сократилась вследствие эпидемий, междоусобиц.

### Освоение русскими
Русские начали исследовать побережье моря Лаптевых и близлежащие острова приблизительно в XVII веке, сплавляясь по течению сибирских рек. Многие ранние экспедиции, судя по всему, не были задокументированы, о чём свидетельствуют могилы, найденные на островах их официальными первооткрывателями. В 1629 году сибирские казаки прошли на лодках всю Лену и достигли её дельты. Они оставили запись о том, что река впадает в море. В 1633 году другая группа достигла дельты реки Оленёк. В том же году русские первопроходцы Иван Ребров и Илья Перфильев прошли морем на кочах от устья р. Лена до р. Яны, где поставили острог. В 1636 году Ребров отправился из устья Яны и достиг устья р. Индигирка, пройдя таким образом из моря Лаптевых в Восточно-Сибирское море.
В 1712 году Яков Пермяков и Меркурий Вагин исследовали восточную часть моря Лаптевых и остров Большой Ляховский, открытый ими за два года до этого. При повторной попытке добраться до Новосибирских островов, они, однако, были убиты взбунтовавшимися казаками своего отряда. Весной 1770 года это удалось промышленнику Ивану Ляхову. Обнаружив там ископаемую мамонтову кость, он по возвращении попросил монопольного права на её сбор и в итоге получил его специальным указом Екатерины II. Во время своего похода на санях он описал несколько других островов, в том числе Котельный, названный им так из-за найденного на нём медного котла. В 1775 году он составил подробную карту Большого Ляховского острова.

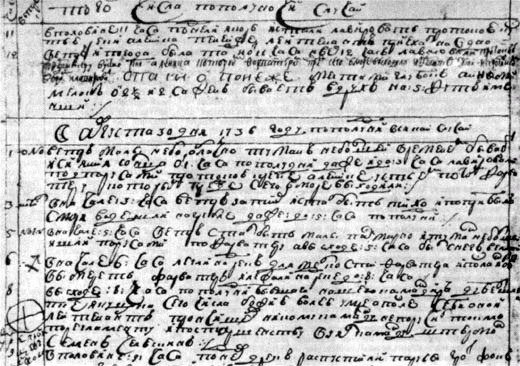
Фрагмент страницы вахтенного журнала «Якутска» от 30 августа 1736 года с сообщением о смерти Прончищева

В рамках Великой Северной экспедиции исследованием моря Лаптевых занимались два отряда:
Во главе Ленско-Енисейского отряда 30 июня 1735 года Василий Прончищев отправился из Якутска вниз по Лене на дубель-шлюпке «Якутск» с экипажем более 40 человек. Он исследовал восточное побережье дельты Лены, нанеся его на карту, остановился на зимовку в устье реки Оленёк. Несмотря на трудности, в 1736 году ему удалось достичь восточного побережья Таймыра и продвинуться на вёслах на север дальше 77-й широты, практически до мыса Челюскин — крайней северной точки материка. Однако из-за плохой видимости путешественникам не удалось увидеть землю.
На пути обратно погибли сам Прончищев и его жена — Татьяна Прончищева: 29 августа Прончищев на шлюпке отправился на разведку и сломал ногу. Вернувшись на судно, он потерял сознание и вскоре умер от жировой эмболии. Жена (её участие в экспедиции было неофициальным) пережила мужа лишь на 14 дней и умерла 12 (23) сентября 1736 года. Бухта Марии Прончищевой («Марии» — вследствие ошибки, допущенной при подготовке издания карт) в море Лаптевых была названа именно в честь неё.
В декабре 1737 года новым руководителем отряда был назначен Харитон Лаптев. Под его руководством отряд вновь достиг Таймыра, перенёс зимовку на Хатанге, а после того, как судно было раздавлено льдами, продолжил описание берегов Таймыра с суши. Одной из групп этого отряда под руководством Семёна Челюскина по суше удалось добраться до северной оконечности полуострова, носящей ныне его имя.
Во главе Ленско-Колымского отряда Дмитрий Лаптев (сменивший в 1736 году скончавшегося во время зимовки П.Лассинеуса) на боте «Иркутск» описал морское побережье от дельты Лены до пролива в Восточно-Сибирское море, названного позднее его именем.

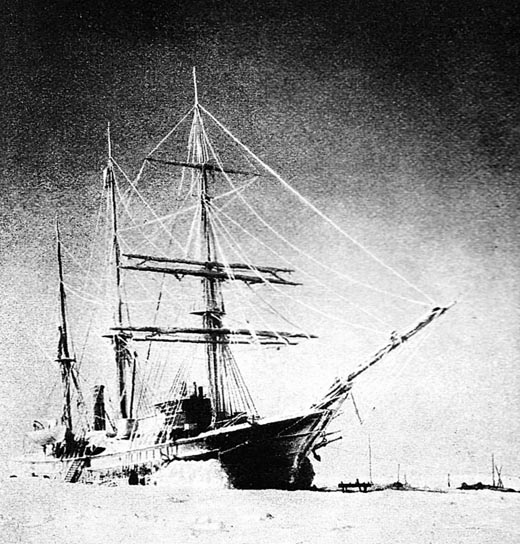
Заря, 1902 год, во время второй зимовки

Детальное картирование побережья моря Лаптевых и Новосибирских островов было выполнено Петром Анжу, который в 1821—1823 годах преодолел около 14000 км по данной территории на санях и лодках, в поисках Земли Санникова и демонстрируя таким образом, что широкомасштабные исследования побережья могут производиться и без судов. В его честь были названы острова Анжу (северная часть Новосибирских островов). В 1875 году Адольф Эрик Норденшёльд первым смог проплыть через всё море Лаптевых на пароходе «Вега».
В 1892—1894, а затем в 1900—1902, барон Эдуард Толль исследовал море Лаптевых в ходе двух отдельных экспедиций. Он проводил геологические и географические исследования на корабле «Заря» от имени Императорской Санкт-Петербургской Академии наук. Во время своей второй экспедиции Толль пропал без вести где-то на Новосибирских островах при невыясненных обстоятельствах. Ему удалось отметить большие, экономически значимые скопления прекрасно сохранившейся мамонтовой кости на пляжах, в водоёмах, речных террасах и руслах рек Новосибирских островов. Более поздние научные исследования показали, что данные скопления формировались в течение около 200 000 лет.
Остров Лагутина был обследован в 1920 году участниками гидрографической экспедиции под руководством Ф. А. Матисена и тогда же назван по фамилии инженера экспедиции Анатолия Николаевича Лагутина.
Остров Капитанский (море Лаптевых, полуостров Таймыр, у мыса Фаддея) открыт в 1940 году капитаном гидрографического судна «Норд» Евлампием Степановичем Морозовым (1886—1973) и тогда же назван начальником экспедиции А. И. Косым по должности Е. С. Морозова.

## Хозяйственная деятельность
Побережье моря административно поделено между регионами Российской Федерации: Республикой Саха (Анабарским, Булунским и Усть-Янским улусами) на востоке и Красноярским краем (Таймырский Долгано-Ненецкий район) на западе. Прибрежных посёлков мало, и сами они малочисленны: с типичной численностью населения в несколько сотен человек и менее. Единственным исключением является Тикси (5023 человека по данным на 2013 год), являющийся административным центром Булунского улуса. Море Лаптевых — единственное российское море, где нет ни одного обитаемого острова с постоянным населением без учёта полярных станций и военных объектов.

### Рыболовство и навигация

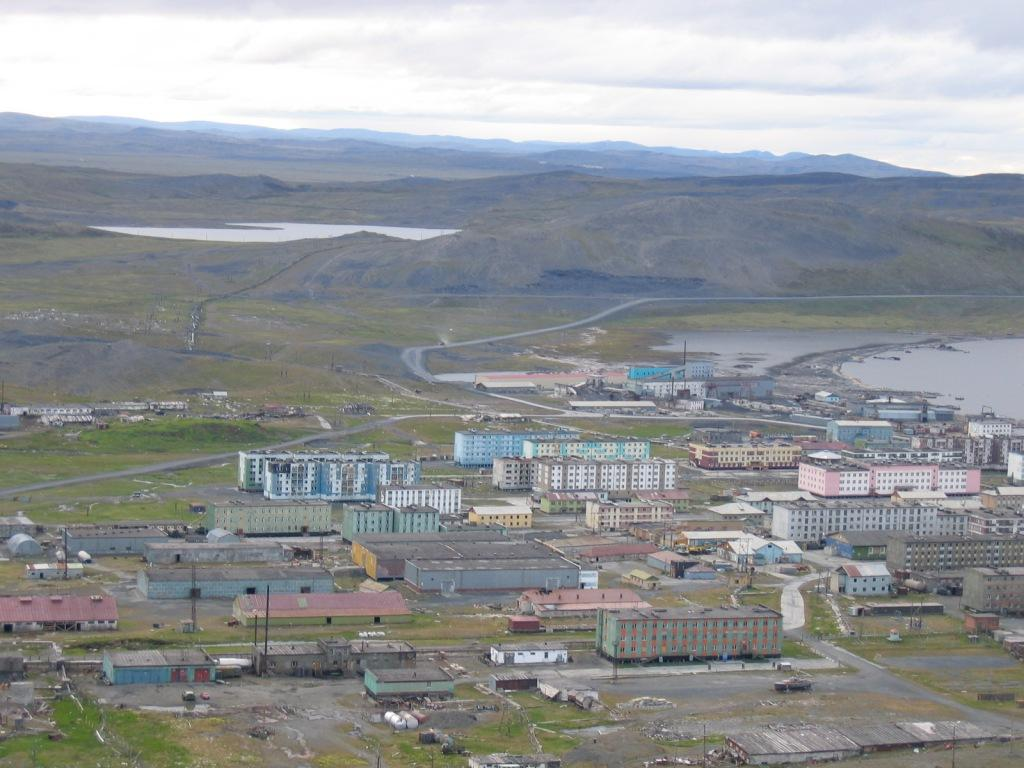
Тикси в 2007 году.

Охота и рыболовство слабо распространены и сосредоточены в основном в дельтах рек. Для Хатангского залива и дельт Лены и Яны доступны данные о рыбном промысле с 1981 по 1991 годы, в которых приводятся цифры около 3000 тонн рыбы в год. Охота на морских млекопитающих практикуется только коренными жителями. В частности, охота на моржа разрешена только научным экспедициям и местным племенам, которым она требуется для существования.
Несмотря на замерзание моря, навигация является основным видом человеческой деятельности в регионе, а основным портом — Тикси. В советские времена на побережье моря Лаптевых происходил локальный бум навигации благодаря первым полярным конвоям, курсировавшим по Северному морскому пути, а также созданию в 1932 году главного управления Северного морского пути. Маршрут был трудным даже для ледоколов, так ледокольный пароход «Ленин» и его караван из пяти судов оказались затёрты льдами в море Лаптевых в сентябре 1937 года, совершили вынужденную зимовку и были освобождены ото льда ледоколом «Красин» в августе 1938 года. Основными перевозимыми товарами были древесина, мех и строительные материалы.

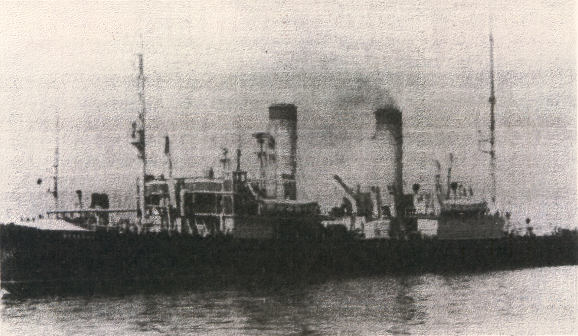
Ледокол Ленин

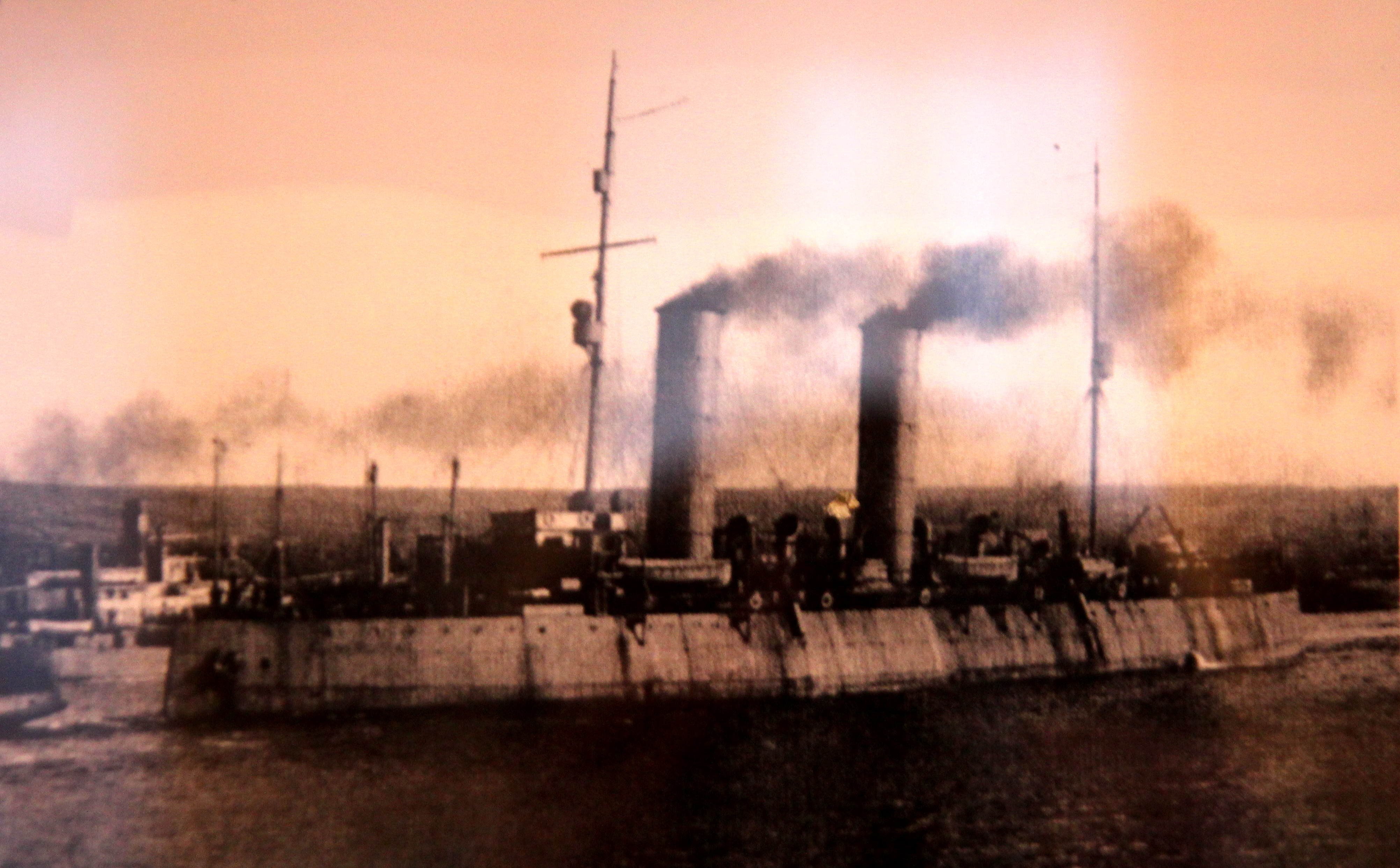
Ледокол «Святогор» в 1917 году (в 1927 г. переименован в «Красин»

После распада Советского Союза навигация по северным морям пришла в упадок в течение 1990-х годов. Более или менее регулярно перевозка грузов производилась только от Мурманска до Дудинки на западе и между Владивостоком и Певеком на востоке. В портах между Дудинкой и Певеком судоходства практически не существовало.
В настоящее время Северный морской путь является важнейшим способом доставки грузов в отдалённые районы России — север Красноярского края, Якутию и Чукотку. В течение 2010—2013 годов по данным Администрации Северного морского пути постоянно растёт число удовлетворенных заявлений на разрешение плавания в акватории Севморпути, в том числе судов, осуществляющих транзитные перевозки из Европы на Дальний Восток и в Юго-Восточную Азию, судов, обслуживающих газовые месторождения в высоких широтах, и прочих.
В Тикси существует действующий аэропорт.

### Горная промышленность
В 1936 году в окрестностях бухт Нордвик и Кожевникова было начато освоение известных ещё с XIX века залежей угля, нефти и соли. Был создан трест «Нордвикстрой», и построено несколько рабочих посёлков: Нордвик, Кожевниково, Солерудник, Нордвик-Угольный и другие. О данном предприятии, как и о самих посёлках, и их количестве, известно крайне мало, поскольку оно, являясь исправительно-трудовым учреждением, существовало не в рамках ГУЛаг, а как самостоятельная лагерная группа. Предположительно на нём трудились заключённые, либо ссыльные, причём никаких рассказов или свидетельств (за исключением детских воспоминаний) от участников Нордвикстроя на сегодня широкой общественности не представлено.
Бурение показало лишь неглубокие карманы нефти, и первоначальные перспективы нефтедобычи не оправдались, хотя был приобретён важный опыт разведки месторождений углеводородов в условиях вечной мерзлоты. Однако соль добывалась в крупных масштабах, и Нордвик на время стал важным поставщиком соли для северных промысловиков. Частично учреждение было закрыто, а посёлки снесены перед прибытием сюда американских союзников в середине 40-х годов. В 1956 году был закрыт посёлок Нордвик, и Нордвикское предприятие окончательно перестало существовать.

## Научная деятельность

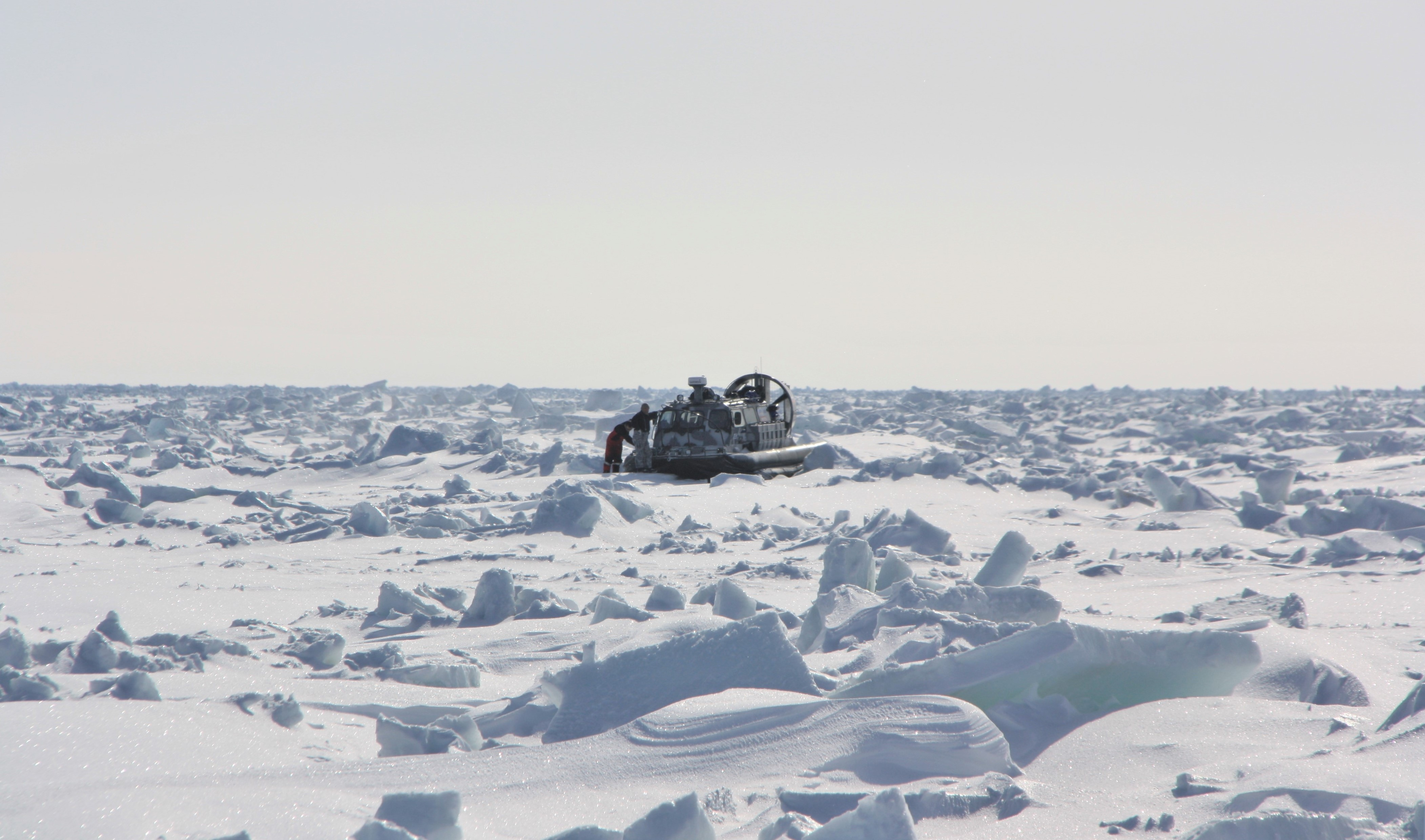
СВП Хивус-10 на море Лаптевых

В 2006 году была отремонтирована и переоборудована метеорологическая станция в Тикси (к примеру, был установлен постоянный доступ в Интернет и беспроводные камеры видеонаблюдения). Данная станция стала частью программы Атмосферных Обсерваторий Национального управления океанических и атмосферных исследований США. Целью данной программы является долгосрочное, систематическое и тщательное измерение облаков, излучения, аэрозолей, приповерхностного переноса энергии и химического состава атмосферы в Арктике. База данной программы — четыре арктических станции, расположенные в самых северных населённых пунктах планеты, а именно: Юрика и Алерт в Канаде (в частности, Алерт является самым северным постоянным поселением в мире, отдалённым от Северного Полюса лишь на 817 км (508 миль)), Тикси в России и Барроу на Аляске (США).
В 2016 году на побережье Хатангского залива моря Лаптевых в районе озера Хастыр ФГБУ «ААНИИ» был организован первый научно-исследовательских полигон в данном регионе. Особенностью базы является возможность круглогодичного проведения ледовых и метеорологических исследований. Расположение базы позволило получить уникальные ряды данных по прочностным свойствам ровного и деформированного льда, анализ которых показал, что лед на мелководье в зоне смешения речных и морских вод обладает аномально высокой прочностью, превышающей в 1,5-2 раза прочность речного и морского льда. В зимний сезон 2017—2018 годов методом вертолётного десанта были изучены торосы и стамухи центральной части моря Лаптевых.

## Загрязнение
Загрязнение воды относительно низко и в основном происходит из многочисленных заводов и шахт, расположенных на реках Лена, Яна и Анабар. Отходы этих предприятий содержат фенолы (0,002-0,007 мг/л), медь (0,001-0,012 мг/л) и цинк (0,01-0,03 мг/л) и постоянно смываются в море с током речных вод.
Другим постоянным источником загрязнения является посёлок городского типа Тикси. В период навигации, а также в процессе добычи нефти, происходят периодические её разливы.
Ещё один крупный источник загрязнения — затонувшая и плавучая разлагающаяся древесина, оказавшаяся в воде в результате десятилетий постоянно осуществляемого лесосплава. Как итог, концентрация именно фенолов в море Лаптевых является наивысшей среди всех арктических водных бассейнов.